# Mohammad Hamid Ansari

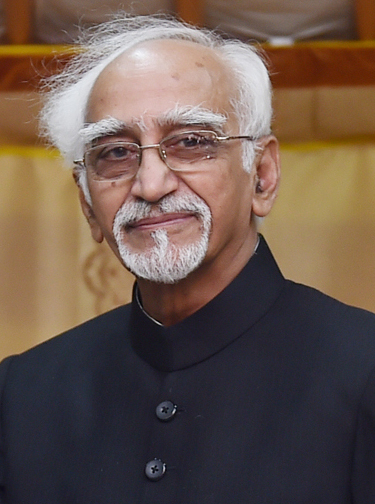
Mohammad Hamid Ansari (2016)

Mohammad Hamid Ansari (* 1. April 1937 in Kolkata) ist ein indischer Politiker, der vom 11. August 2007 bis zum 10. August 2017 der 13. Vizepräsident Indiens war.
Er war zuvor Vorsitzender der indischen National Commission for Minorities (NCM; Nationale Minderheitenkommission), Diplomat, Vizekanzler der Aligarh Muslim University und ist Wissenschaftler.